# Wim Klooster
Willem Gerrit (Wim) Klooster (Medan, Nederlands-Indië, 10 augustus 1935 – Amsterdam, 15 september 2019) was een Nederlandse taalkundige, dichter en schrijver. Hij was een zoon van de journalist-dichter Willem Simon Brand Klooster (pseudoniem: Willem Brandt) en Mieke Klooster-de Jong.

## Levensloop
Klooster verbleef in zijn kinderjaren in de Japanse interneringskampen Brastagi, Gloegoer en Aek Pamienke III op Sumatra. In 1950 kwam het gezin uit Medan naar Nederland, waar hij in 1954 het eindexamen behaalde aan het Barlaeus Gymnasium in Amsterdam. Van 1954 tot 1956 studeerde hij rechten en daarna koos hij voor de studie Nederlandse taal- en letterkunde (1956-1962), eveneens aan de Universiteit van Amsterdam. Na enkele jaren leraar Nederlands op middelbare scholen te zijn geweest werd Wim Klooster aangesteld bij de Universiteit van Amsterdam. Als co-auteur van Remmert Kraak introduceerde hij met het boek Syntaxis (1968) de transformationeel-generatieve grammatica van Noam Chomsky in de taalkunde van het Nederlands. In 1971 promoveerde hij bij Henk Schultink aan de Universiteit Utrecht op het proefschrift The Structure Underlying Measure Phrase Sentences. Samen met Henk Verkuyl vormde hij in de jaren '70 al het redactiesecretariaat van het prestigieuze tijdschrift Foundations of language : international journal of language and philosophy, gesticht door John W.M. Verhaar, S.J. Van 1972 tot 2000 was hij hoogleraar Nederlandse taalkunde aan de Universiteit van Amsterdam. Van 1987 tot 2001 was hij voorzitter (mede-oprichter) van de Landelijke Vereniging van Neerlandici (LVVN). Sindsdien was hij erevoorzitter.

## Literair werk
In 1955 kreeg Klooster de Reina Prinsen Geerligsprijs voor zijn dubbelnovelle Zonder het genadige einde. In 1956 publiceerde hij de dichtbundel Vuurwerk en wiskunde en in 1957 was hij enige tijd redacteur van Propria Cures. Gedichten van Wim Klooster zijn, behalve in de genoemde bundel, gepubliceerd in Propria Cures, Tirade, NRC next, het e-zine Meander en in een zestal bloemlezingen, waaronder Stroomgebied (1956, Ad den Besten) en 160 (bloemlezing van sms-gedichten, 2008, Sofie Cerutti). Aan het eind van Kloosters leven verscheen Een kwestie van tijd. Gedichten 1953-2018.

## Publicaties (selectie)
Zijn belangrijkste publicaties zijn:
- (met A. Kraak) Syntaxis, Culemborg/Keulen 1968 (tweede druk 1972)
- (met H.J. Verkuyl en J.H.J. Luif) Inleiding tot de syntaxis; praktische zinsleer van het Nederlands, Culemborg/Keulen 1969 (vijfde, herziene druk 1974)
- 'Reductie in zinnen met maatconstituenten', Studia Neerlandica 5, 1971, 62-98[3]
- The Structure Underlying Measure Phrase Sentences, (proefschrift) Utrecht, 1972
- (met M.K. van Dort-Slijper en J.H.J. Luif), Je weet niet wat je weet I; Moderne taalkunde voor het eerste leerjaar MAVO, HAVO en VWO, Culemborg, 1981
- (met M.K. van Dort-Slijper en J.H.J. Luif) Je weet niet wat je weet II; Moderne taalkunde voor het tweede leerjaar HAVO en VWO en het tweede en derde leerjaar MAVO, Culemborg, 1983
- 'Historische en systematische verklaringen', in Tijdschrift voor Nederlandse Taal- en Letterkunde 104, 1988, 269-277
- 'Scope phenomena in comparative constructions', in Kazimierz A. Sroka (ed.), Kognitive Aspekte der Sprache. Akten des 30. Linguistischen Kolloquiums, Gdansk 1995, Tübingen, 1996, 127-131
- Grammatica van het hedendaags Nederlands. Een volledig overzicht, Den Haag, 2001
- 'Negative raising revisited', in: Germania et alia. A linguistic Webschrift for Hans den Besten, ed. Jan Koster & Henk van Riemsdijk, 2003[4]
- Grammatica voor de liefhebber. Columns in VakTaal, Amsterdam, 2010